# Unbeflecktes Herz Mariä (Junkershausen)

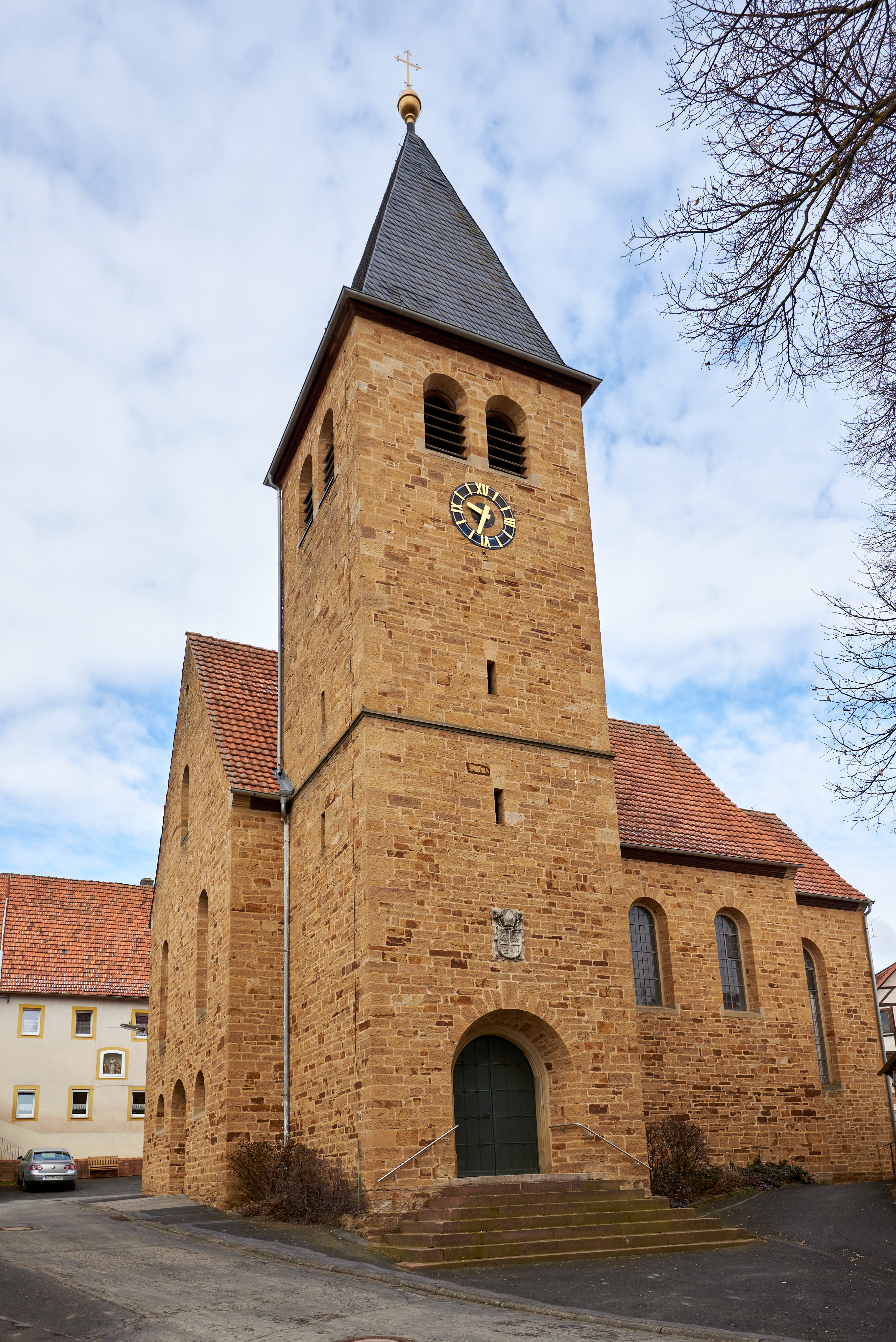
Filialkirche Unbeflecktes Herz Mariä in Junkershausen

Die Filialkirche Unbeflecktes Herz Mariä befindet sich in Junkershausen, einem Ortsteil der bayerischen Gemeinde Hollstadt im unterfränkischen Landkreis Rhön-Grabfeld. Das Patrozinium bezieht sich auf das Unbefleckte Herz Mariä.
Die Kirche gehört zu den Baudenkmälern von Hollstadt und ist unter der Nummer D-6-73-136-56 in der Bayerischen Denkmalliste registriert.

## Geschichte
Mehrere Jahrhunderte lang gehörte das Dorf Junkershausen zum Kloster Bildhausen, hatte jedoch keine eigene Kirche. Auch eineinhalb Jahrhunderte nach der Säkularisation mussten die Junkershausener im Nachbarort Wargolshausen den Gottesdienst besuchen. Der lang gehegte Wunsch nach einer eigenen Kirche ging erst 1947 bis 1949 mit dem Bau der heutigen Kirche in Erfüllung. Zu diesem Zweck wurde sogar ein eigener Steinbruch erschlossen. Am 10. Oktober 1949 wurde die Kirche vom Würzburger Bischof Julius Döpfner eingeweiht.
Im Kircheninneren befindet sich ein Altarbild des Münchener Malers Franz Leubel mit Darstellungen aus dem Leben Mariens. Der linke Seitenaltar wird geschmückt von dem historischen Altar aus der ehemaligen Hauskapelle der Schwestern aus dem Moritzhaus. Der rechte Seitenaltar ist mit einer Strahlenkranzmadonna ausgestattet. Im Altarraum befinden sich um das Jahr 1970 von Bildhauer Hubert Knobling geschaffene Figuren der hl. Maria und des hl. Josef. Die einfache, elektronische Orgel wurde im Jahr 1995 von Max Warmuth gespendet.